# NGC 4832
NGC 4832 is een lensvormig sterrenstelsel in het sterrenbeeld Centaur. Het hemelobject werd op 5 juni 1834 ontdekt door de Britse astronoom John Herschel.

## Synoniemen
- ESO 323-51
- MCG -6-29-1
- DCL 420
- PGC 44361